# Index Fórum
Az Index Fórum egy magyar internetes fórum, ami 1997-ben alapult. Az Index.hu indulásakor az INteRNeTTo Törzsasztal nevű fórumának adatbázisát áttették az oldalra. A fórumot az Inda-Labs üzemelteti.

## Történet
2001-ben lett az INteRNeTTo fórumából Index Fórum, és a forum.index.hu tartománynéven lett elérhető.
2007. április 1-jén az Index Fórum össze lett kötve az Indapass szolgáltatással.
2012. július 1-től csak az Indapassal rendelkező felhasználók érhetik el a fórumot.